# Самарская СЭС
Сама́рская СЭС — российская солнечная электростанция мощностью 75 МВт возле Новокуйбышевска в Самарской области, в посёлке Маяк.
Находящаяся вблизи Новокуйбышевска и Чапаевска Самарская СЭС предполагает уменьшение нагрузки на тепловые электростанции, что позитивно отразится на экологической обстановке региона: ежегодные выбросы вредных веществ сократятся на 1,4 тысячи тонн, а парниковых газов — на 45 тысяч тонн.

## Параметры станции
Основные параметры СЭС:
- общая площадь[1]: 2 160 000 м²
- солнечных батарей[6]: 265 800 м²
- режим функционирования: автоматический
- обслуживающий персонал[3]: 16 человек (по 3 человека в смене[4])
- окупаемость: 10…15 лет
- схема выдачи мощности[2]: присоединение к электрическим сетям ПАО «МРСК Волги» на уровне напряжения 110 кВ к существующей ВЛ-110 кВ «Новокуйбышевская ТЭЦ-2 — Томыловская»
  - режим работы: параллельно с существующей электросетью

| Технико-экономические показатели станции                                                                                                | Прогнозные характеристики | Прогнозные характеристики | Прогнозные характеристики |
| Технико-экономические показатели станции                                                                                                | первая очередь            | вторая очередь            | третья очередь            |
| --- | ------------------------- | ------------------------- | ------------------------- |
| Установленная мощность, МВт | 25                        |                           |                           |
| Годовая выработка электроэнергии, МВтч/ год                                                                                             | 33 500                    |                           |                           |
| КИУМ, % | 14                        |                           |                           |
| Количество солнечных панелей (модулей) по 0,27+/-0,005 кВт                                                                              | 83333                     |                           |                           |
| Элементы аккумулирования энергии | проектом не предусмотрены |                           |                           |
| Комбинированная выработка электроэнергии                                                                                                | проектом не предусмотрены |                           |                           |
| Площадь земельного участка под строительство, Га                                                                                        | 75                        |                           |                           |
| Объём инвестиций, млрд.руб. | 3.3                       |                           |                           |
| Объём ежегодных налоговых поступлений (региональная часть налога на прибыль + налог на имущество) в бюджет субъекта федерации, млн руб. | 130                       |                           |                           |

## Строительство
Строительство Самарской СЭС велось компанией ООО «Солар Системс»; по словам председателя совета директоров компании Михаила Лисянского, Самарская область была выбрана для реализации проекта, как регион с одим из наиболее благоприятных инвестиционных климатов в РФ.
Стоимость строительства 9,4 миллиарда рублей.
Во время строительства было создано 400 рабочих мест.

Поставщик солнечных панелей (модулей) — ООО «Solar Кремниевые технологии». В разработке и реализации проекта принимали участие: китайская компания Suntech Power, электротехническое оборудование — ООО «Гринмакс» (Азов, Ростовская область) и ООО «Парус Электро» (Московская область), поставщик опорных конструкций — ООО Предприятие «ПИК» (Нижний Новгород).
Электростанция собиралась и запускалась последовательно в три очереди:
- первая очередь станции заработала в октябре 2018 года[6],
- вторая — в декабре 2018 года,
- третья — 21 мая 2019[3]